# ČEZ Extraliga
Die ČEZ Extraliga ist die höchste Spielklasse im tschechischen Damenunihockey. Sie besteht seit der Saison 1994/95. Organisiert wird die Liga vom tschechischen Unihockeyverband Český florbal.
Meister 2025 wurde 1. SC Vítkovice.

## Modus
Seit 2015/16 spielten 12 Mannschaften in der Hauptrunde. Die besten acht Mannschaften qualifizieren sich am Ende der Hauptrundensaison für die Play-offs, bei der dann letztendlich der Meister ermittelt wird. Die Meisterschaft wird bis auf den Final im Best-of-Modus absolviert. Der Final wird hingegen als Superfinal in der Prager O2-Arena durchgeführt.

## Mannschaften 2024/25
| Mannschaft        | Ortschaft |
| ----------------- | --------- |
| 1. SC Vítkovice   | Ostrava   |
| Bulldogs Brno     | Brünn     |
| FBC Dobruška      | Dobruška  |
| FBC Liberec       | Liberec   |
| FBC Ostrava       | Ostrava   |
| FBC Třinec        | Třinec    |
| FBS Olomouc       | Olmütz    |
| FbŠ Bohemians     | Prag      |
| Florbal Chodov    | Prag      |
| Florbal Židenice  | Brünn     |
| Tatran Střešovice | Prag      |

## Meister
(Die Vereine werden mit ihrem Namen aufgeführt, mit welchem der Titel gewonnen wurde.)
Rekordmeister sind mit acht Titeln der 1. SC Vítkovice und die Tigers Jižní Město.
| Jahr | Meister                                  |
| ---- | ---------------------------------------- |
| 2025 | 1. SC Vítkovice                          |
| 2024 | 1. SC Vítkovice                          |
| 2023 | 1. SC Vítkovice                          |
| 2022 | FBC Ostrava                              |
| 2021 | 1. SC Vítkovice                          |
| 2020 | Aufgrund der Corona-Pandemie abgebrochen |
| 2019 | 1. SC Vítkovice                          |
| 2018 | 1. SC Vítkovice                          |
| 2017 | Tigers Jižní Město                       |
| 2016 | 1. SC Vítkovice                          |
| 2015 | Florbal Chodov                           |
| 2014 | 1. SC Vítkovice                          |
| 2013 | Tigers Jižní Město                       |
| 2012 | Tigers Jižní Město                       |
| 2011 | Tigers Jižní Město                       |
| 2010 | Tigers Jižní Město                       |
| 2009 | 1. HFK Děkanka Praha                     |
| 2008 | 1. HFK Děkanka Praha                     |
| 2007 | 1. HFK Děkanka Praha                     |
| 2006 | FBC Liberec                              |
| 2005 | FBC Liberec                              |
| 2004 | FBC Liberec                              |
| 2003 | FBC Liberec                              |
| 2002 | FBC Liberec                              |
| 2001 | FBC Liberec                              |
| 2000 | 1. SC Vitkovice                          |
| 1999 | Tatran Střešovice                        |
| 1998 | Tatran Střešovice                        |
| 1997 | Tatran Střešovice                        |
| 1996 | Tatran Střešovice                        |
| 1995 | Tatran Střešovice                        |

### Anzahl Titelgewinne
| Rang | Verein                                            | Meister-Titel | Zuletzt | Meistersaisons                                |
| ---- | ------------------------------------------------- | ------------- | ------- | --------------------------------------------- |
| 1    | Tigers Jižní Město (vormals 1. HFK Děkanka Praha) | 8             | 2017    | 2007–2013 und 2017                            |
| 1    | 1. SC Vítkovice                                   | 8             | 2024    | 2000, 2014, 2016, 2018–19, 2021 und 2023–2024 |
| 3    | FBC Liberec                                       | 6             | 2006    | 2001–2006                                     |
| 4    | Tatran Střešovice                                 | 5             | 2006    | 1995–1999                                     |
| 5    | Florbal Chodov                                    | 1             | 2015    | 2015                                          |
| 5    | FBC Ostrava                                       | 1             | 2022    | 2022                                          |

Stand: 2. Mai 2025